# Быстров, Александр Павлович
Алекса́ндр Па́влович Быстро́в (род. 21 апреля 1998, Санкт-Петербург) — российский кёрлингист.
В составе мужской сборной России участник зимней Универсиады 2019.
Мастер спорта России (кёрлинг, 2016).
Выступает за клуб «Адамант» (Санкт-Петербург).
Окончил Национальный государственный университет физической культуры, спорта и здоровья им. П. Ф. Лесгафта.

## Достижения
- Чемпионат России по кёрлингу среди мужчин: золото (2020, 2021), серебро (2016, 2018).
- Кубок России по кёрлингу среди мужчин: золото (2021), серебро (2020).
- Первенство России по кёрлингу среди юношей до 22 лет: бронза (2016)[3].
- Кубок России по кёрлингу среди смешанных пар: бронза (2016).

## Команды
| Сезон                                               | Четвёртый            | Третий              | Второй             | Первый               | Запасной                                           | Турниры                                 |
| --------------------------------------------------- | -------------------- | ------------------- | ------------------ | -------------------- | -------------------------------------------------- | --------------------------------------- |
| 2013—14                                             | Александр Быстров    | Владимир Расхорошин | Иван Пантин        | Егор Зубакин         |                                                    | ЧРЮ-19 2013 (9 место)                   |
| 2015—16                                             | Егор Зубакин         | Владимир Расхорошин | Александр Быстров  | Даниил Горячев       |                                                    | ПРЮ-22                                  |
| 2015—16                                             | Алексей Целоусов     | Евгений Климов      | Алексей Тимофеев   | Артём Шмаков         | Александр Быстров                                  | ЧРМ 2016                                |
| 2016—17                                             | Константин Манасевич | Сергей Морозов      | Вадим Шведов       | Александр Быстров    | Иван Александров                                   | ЧРМ 2017 (10 место)                     |
| 2016—17                                             | Александр Ерёмин     | Алексей Тузов       | Иван Александров   | Александр Быстров    | Никита Иванчатенко тренер: Михаил Брусков          | ЧМЮ-Б 2017 (10 место)                   |
| 2017—18                                             | Александр Быстров    | Сергей Морозов      | Вадим Шведов       | Константин Манасевич | Алексей Тузов (ЧМЮ) тренер: Дмитрий Мельников      | КРМ 2017 (14 место) ЧМЮ 2018 (10 место) |
| 2017—18                                             | Алексей Целоусов     | Алексей Тимофеев    | Евгений Климов     | Александр Быстров    |                                                    | ЧРМ 2018                                |
| 2018—19                                             | Александр Быстров    | Даниил Горячев      | Вадим Шведов       | Николай Чередниченко | Денис Исламов тренер: Дмитрий Мельников            | ЗУ 2019 (9 место)                       |
| 2018—19                                             | Александр Быстров    | Сергей Морозов      | Вадим Шведов       | Константин Манасевич | Никита Игнатков (ЧРМ)                              | КРМ 2018 (10 место) ЧРМ 2019 (4 место)  |
| 2019—20                                             | Александр Быстров    | Сергей Морозов      | Вадим Шведов       | Константин Манасевич | Никита Игнатков                                    | КРМ 2019 (6 место)                      |
| 2020—21                                             | Алексей Тимофеев     | Даниил Горячев      | Евгений Климов     | Артур Ражабов        | Александр Быстров тренер: Анастасия Брызгалова     | КРМ 2020 · ЧРМ 2020                     |
| 2020—21                                             | Алексей Тимофеев     | Даниил Горячев      | Евгений Климов     | Артур Ражабов        | Александр Быстров тренер: Пётр Дрон                | ЧРМ 2021                                |
| 2021—22                                             | Артур Ражабов        | Даниил Горячев      | Александр Быстров  | Александр Терентьев  | Михаил Андреев тренеры: Артур Ражабов, Игорь Минин | КРМ 2021                                |
| Кёрлинг среди смешанных команд (mixed curling)      |                      |                     |                    |                      |                                                    |                                         |
| 2016—17                                             | Евгений Климов       | Мария Комарова      | Александр Быстров  | Олеся Глущенко       |                                                    | ЧРСК 2017 (7 место)                     |
| 2017—18                                             | Александр Быстров    | Надежда Белякова    | Аркадий Татарников | Дарья Патрикеева     |                                                    | КРСК 2017 (4 место)                     |
| 2017—18                                             | Анастасия Брызгалова | Даниил Горячев      | Мария Дуюнова      | Александр Быстров    |                                                    | ЧРСК 2018 (7 место)                     |
| 2018—19                                             | Александр Быстров    | Диана Маргарян      | Никита Игнатков    | Ирина Низовцева      |                                                    | КРСК 2018 (7 место)                     |
| 2019—20                                             | Даниил Горячев       | Александра Антонова | Александр Быстров  | Арина Заседателева   | тренер: Я. А. Гаршина                              | ЧРСК 2020 (10 место)                    |
| Кёрлинг среди смешанных пар (mixed doubles curling) |                      |                     |                    |                      |                                                    |                                         |
| 2016—17                                             | Арина Заседателева   | Александр Быстров   |                    |                      |                                                    | КРСП 2016                               |
| 2017—18                                             | Валерия Мирошниченко | Александр Быстров   |                    |                      |                                                    | ЧРСП 2018 (13 место)                    |
| 2018—19                                             | Алина Ковалёва       | Александр Быстров   |                    |                      |                                                    | КРСП 2018 (5 место)                     |
| 2018—19                                             | Диана Маргарян       | Александр Быстров   |                    |                      |                                                    | ЧРСП 2019 (12 место)                    |

(скипы выделены полужирным шрифтом)